# Pjotr Schenk
Pjotr Petrovitj Schenk (ryska: Пётр Петрович Шенк), född den 11 februari 1870 i Sankt Petersburg, död den 5 juli 1915, var en rysk tonsättare.
Schenk utbildades vid konservatoriet i sin hemstad. Han uppträdde först som pianist och komponerade sedan tre operor, två baletter, tre symfonier, symfoniska dikter med mera för orkester, en stråkkvartett, violin-, violoncell- och pianokompositioner, kantater, körer och många sånghäften.